# Cataglyphis elegantissimus
Cataglyphis elegantissimus é uma espécie de inseto do gênero Cataglyphis, pertencente à família Formicidae.